# Чигари (Кировская область)
Чигари — деревня в Юрьянском районе Кировской области в составе Великорецкого сельского поселения.

## География
Находится на расстоянии примерно 14 километров на юго-запад от районного центра поселка Юрья.

## История
Известна с 1678 года, когда здесь (тогда деревня Ивашки Чигарских) было учтено 4 двора, в 1764 отмечено 58 жителей. В 1873 году учтено дворов 12 и жителей 113, в 1905 27 и 192, в 1926 25 и 132, в 1950 24 и 84 соответственно, в 1989 году 4 жителя. 

## Население
Постоянное население  составляло не было учтено как в 2002 году, так и в 2010.